# Crocidura jenkinsi
Crocidura jenkinsi — вид ссавців, що перебуває під загрозою зникнення, родини Soricidae. Це ендемік острова Південний Андаман в Індії.